# Кубок Англії з футболу 1957—1958
Кубок Англії з футболу 1957—1958 — 77-й розіграш найстарішого футбольного турніру у світі, Кубка виклику Футбольної Асоціації, також відомого як Кубок Англії. Вчетверте титул здобув Болтон Вондерерз.

## Перший раунд
| Дата                      | Господарі                | Рахунок | Гості                |
| ------------------------- | ------------------------ | ------- | -------------------- |
| 16 листопада              | Честер Сіті              | 4:3     | Ґейтсгед             |
| 16 листопада              | Клептон                  | 1:1     | Квінз Парк Рейнджерс |
| 18 листопада Перегравання | Квінз Парк Рейнджерс     | 3:1     | Клептон              |
| 16 листопада              | Бат Сіті                 | 2:1     | Ексетер Сіті         |
| 16 листопада              | Дорчестер Таун           | 3:2     | Вікем Вондерерз      |
| 16 листопада              | Рочдейл                  | 0:2     | Дарлінгтон           |
| 16 листопада              | Редінг                   | 1:0     | Свіндон Таун         |
| 16 листопада              | Вісбеч Таун              | 1:0     | Колчестер Юнайтед    |
| 16 листопада              | Джиллінгем               | 10:1    | Голстон              |
| 16 листопада              | Рексем                   | 0:1     | Аккрінгтон Стенлі    |
| 16 листопада              | Бішоп Окленд             | 0:0     | Бері                 |
| 19 листопада Перегравання | Бері                     | 4:1     | Бішоп Окленд         |
| 16 листопада              | Транмер Роверз           | 2:1     | Віттон Альбіон       |
| 16 листопада              | Стокпорт Каунті          | 2:1     | Барроу               |
| 16 листопада              | Троубрідж Таун           | 0:2     | Саутенд Юнайтед      |
| 16 листопада              | Нортгемптон Таун         | 3:0     | Ньюпорт Каунті       |
| 16 листопада              | Ковентрі Сіті            | 1:0     | Волтемстоу Авеню     |
| 16 листопада              | Брайтон енд Гоув Альбіон | 2:1     | Волсолл              |
| 16 листопада              | Норвіч Сіті              | 6:1     | Редхілл              |
| 16 листопада              | Плімут Аргайл            | 6:2     | Вотфорд              |
| 16 листопада              | Бредфорд Сіті            | 6:0     | Скарборо             |
| 16 листопада              | Міллволл                 | 1:0     | Брентфорд            |
| 16 листопада              | Галл Сіті                | 2:1     | Кру Александра       |
| 16 листопада              | Карлайл Юнайтед          | 5:1     | Ріл                  |
| 16 листопада              | Олдем Атлетік            | 2:0     | Бредфорд Парк-Авеню  |
| 16 листопада              | Гартліпул Юнайтед        | 5:0     | Прескот Кейблс       |
| 16 листопада              | Сканторп Юнайтед         | 2:1     | Гул Таун             |
| 16 листопада              | Менсфілд Таун            | 2:0     | Галіфакс Таун        |
| 16 листопада              | Порт Вейл                | 2:1     | Шрусбері Таун        |
| 16 листопада              | Маргейт                  | 2:3     | Крістал Пелес        |
| 16 листопада              | Дарем Сіті               | 3:1     | Сполдінг Юнайтед     |
| 16 листопада              | Саутпорт                 | 1:2     | Віган Атлетік        |
| 16 листопада              | Освестрі Таун            | 1:5     | Борнмут              |
| 16 листопада              | Воркінгтон               | 8:1     | Крук Таун            |
| 16 листопада              | Йорк Сіті                | 1:0     | Честерфілд           |
| 16 листопада              | Олдершот                 | 0:0     | Вустер Сіті          |
| 21 листопада Перегравання | Вустер Сіті              | 2:2     | Олдершот             |
| 25 листопада Перегравання | Олдершот                 | 3:2     | Вустер Сіті          |
| 16 листопада              | Гілфорд Сіті             | 2:2     | Йовіл Таун           |
| 21 листопада Перегравання | Йовіл Таун               | 1:0     | Гілфорд Сіті         |
| 16 листопада              | Ньюпорт                  | 0:3     | Герефорд Юнайтед     |
| 16 листопада              | Бостон Юнайтед           | 5:2     | Біллінгем Синтонія   |
| 16 листопада              | Пітерборо Юнайтед        | 3:3     | Торкі Юнайтед        |
| 20 листопада Перегравання | Торкі Юнайтед            | 1:0     | Пітерборо Юнайтед    |
| 16 листопада              | Саут Шилдс               | 3:2     | Фріклі Кольєрі       |
| 16 листопада              | Волтон-енд-Гершем        | 1:6     | Саутгемптон          |

## Другий раунд
До другого раунду увійшли переможці першого раунду. 
| Дата                   | Господарі                | Рахунок | Гості                    |
| ---------------------- | ------------------------ | ------- | ------------------------ |
| 7 грудня               | Честер Сіті              | 3:3     | Бредфорд Сіті            |
| 11 грудня Перегравання | Бредфорд Сіті            | 3:1     | Честер Сіті              |
| 7 грудня               | Дарлінгтон               | 5:3     | Бостон Юнайтед           |
| 7 грудня               | Йовіл Таун               | 2:0     | Бат Сіті                 |
| 7 грудня               | Редінг                   | 2:1     | Вісбеч Таун              |
| 7 грудня               | Стокпорт Каунті          | 2:1     | Гартліпул Юнайтед        |
| 7 грудня               | Нортгемптон Таун         | 4:1     | Борнмут                  |
| 7 грудня               | Норвіч Сіті              | 1:1     | Брайтон енд Гоув Альбіон |
| 11 грудня Перегравання | Брайтон енд Гоув Альбіон | 1:2     | Норвіч Сіті              |
| 7 грудня               | Плімут Аргайл            | 5:2     | Дорчестер Таун           |
| 7 грудня               | Міллволл                 | 1:1     | Джиллінгем               |
| 11 грудня Перегравання | Джиллінгем               | 6:1     | Міллволл                 |
| 7 грудня               | Карлайл Юнайтед          | 1:1     | Аккрінгтон Стенлі        |
| 11 грудня Перегравання | Аккрінгтон Стенлі        | 3:2     | Карлайл Юнайтед          |
| 7 грудня               | Олдем Атлетік            | 1:5     | Воркінгтон               |
| 7 грудня               | Крістал Пелес            | 1:0     | Саутгемптон              |
| 7 грудня               | Сканторп Юнайтед         | 1:0     | Бері                     |
| 7 грудня               | Порт Вейл                | 2:2     | Галл Сіті                |
| 9 грудня Перегравання  | Галл Сіті                | 4:3     | Порт Вейл                |
| 7 грудня               | Дарем Сіті               | 0:3     | Транмер Роверз           |
| 7 грудня               | Торкі Юнайтед            | 1:1     | Саутенд Юнайтед          |
| 11 грудня Перегравання | Саутенд Юнайтед          | 2:1     | Торкі Юнайтед            |
| 7 грудня               | Герефорд Юнайтед         | 6:1     | Квінз Парк Рейнджерс     |
| 7 грудня               | Олдершот                 | 4:1     | Ковентрі Сіті            |
| 7 грудня               | Віган Атлетік            | 1:1     | Менсфілд Таун            |
| 11 грудня Перегравання | Менсфілд Таун            | 3:1     | Віган Атлетік            |
| 7 грудня               | Саут Шилдс               | 1:3     | Йорк Сіті                |

## Третій раунд
| Дата                  | Господарі            | Рахунок | Гості                   |
| --------------------- | -------------------- | ------- | ----------------------- |
| 4 січня               | Бернлі               | 4:2     | Свонсі Сіті             |
| 4 січня               | Ліверпуль            | 1:1     | Саутенд Юнайтед         |
| 8 січня Перегравання  | Саутенд Юнайтед      | 2:3     | Ліверпуль               |
| 4 січня               | Престон Норт-Енд     | 0:3     | Болтон Вондерерз        |
| 4 січня               | Ноттс Каунті         | 2:0     | Транмер Роверз          |
| 4 січня               | Ноттінгем Форест     | 2:0     | Джиллінгем              |
| 4 січня               | Мідлсбро             | 5:0     | Дербі Каунті            |
| 4 січня               | Вест-Бромвіч Альбіон | 5:1     | Манчестер Сіті          |
| 4 січня               | Сандерленд           | 2:2     | Евертон                 |
| 8 січня Перегравання  | Евертон              | 3:1     | Сандерленд              |
| 4 січня               | Лінкольн Сіті        | 0:1     | Вулвергемптон Вондерерз |
| 4 січня               | Донкастер Роверз     | 0:2     | Челсі                   |
| 4 січня               | Шеффілд Юнайтед      | 5:1     | Грімсбі Таун            |
| 4 січня               | Стокпорт Каунті      | 3:0     | Лутон Таун              |
| 4 січня               | Тоттенгем Готспур    | 4:0     | Лестер Сіті             |
| 4 січня               | Фулгем               | 4:0     | Йовіл Таун              |
| 4 січня               | Аккрінгтон Стенлі    | 2:2     | Бристоль Сіті           |
| 7 січня Перегравання  | Бристоль Сіті        | 3:1     | Аккрінгтон Стенлі       |
| 4 січня               | Бристоль Роверз      | 5:0     | Менсфілд Таун           |
| 4 січня               | Нортгемптон Таун     | 3:1     | Арсенал                 |
| 4 січня               | Портсмут             | 5:1     | Олдершот                |
| 4 січня               | Вест Гем Юнайтед     | 5:1     | Блекпул                 |
| 4 січня               | Норвіч Сіті          | 1:2     | Дарлінгтон              |
| 4 січня               | Плімут Аргайл        | 1:6     | Ньюкасл Юнайтед         |
| 4 січня               | Галл Сіті            | 1:1     | Барнслі                 |
| 8 січня Перегравання  | Барнслі              | 0:2     | Галл Сіті               |
| 4 січня               | Крістал Пелес        | 0:1     | Іпсвіч Таун             |
| 4 січня               | Сканторп Юнайтед     | 1:0     | Бредфорд Сіті           |
| 4 січня               | Гаддерсфілд Таун     | 2:2     | Чарльтон Атлетік        |
| 8 січня Перегравання  | Чарльтон Атлетік     | 1:0     | Гаддерсфілд Таун        |
| 4 січня               | Лідс Юнайтед         | 1:2     | Кардіфф Сіті            |
| 4 січня               | Воркінгтон           | 1:3     | Манчестер Юнайтед       |
| 4 січня               | Йорк Сіті            | 3:0     | Бірмінгем Сіті          |
| 4 січня               | Герефорд Юнайтед     | 0:3     | Шеффілд Венсдей         |
| 4 січня               | Сток Сіті            | 1:1     | Астон Вілла             |
| 8 січня Перегравання  | Астон Вілла          | 3:3     | Сток Сіті               |
| 13 січня Перегравання | Сток Сіті            | 2:0     | Астон Вілла             |
| 4 січня               | Ротергем Юнайтед     | 1:4     | Блекберн Роверз         |
| 4 січня               | Лейтон Орієнт        | 1:0     | Редінг                  |

## Четвертий раунд
У цьому раунді зіграли переможці попереднього етапу.
| Дата                  | Господарі               | Рахунок | Гості                |
| --------------------- | ----------------------- | ------- | -------------------- |
| 25 січня              | Ліверпуль               | 3:1     | Нортгемптон Таун     |
| 25 січня              | Ноттс Каунті            | 1:2     | Бристоль Сіті        |
| 25 січня              | Вулвергемптон Вондерерз | 5:1     | Портсмут             |
| 25 січня              | Вест-Бромвіч Альбіон    | 3:3     | Ноттінгем Форест     |
| 29 січня Перегравання | Ноттінгем Форест        | 1:5     | Вест-Бромвіч Альбіон |
| 25 січня              | Ньюкасл Юнайтед         | 1:3     | Сканторп Юнайтед     |
| 25 січня              | Тоттенгем Готспур       | 0:3     | Шеффілд Юнайтед      |
| 25 січня              | Фулгем                  | 1:1     | Чарльтон Атлетік     |
| 29 січня Перегравання | Чарльтон Атлетік        | 0:2     | Фулгем               |
| 25 січня              | Бристоль Роверз         | 2:2     | Бернлі               |
| 28 січня Перегравання | Бернлі                  | 2:3     | Бристоль Роверз      |
| 25 січня              | Вест Гем Юнайтед        | 3:2     | Стокпорт Каунті      |
| 25 січня              | Манчестер Юнайтед       | 2:0     | Іпсвіч Таун          |
| 25 січня              | Челсі                   | 3:3     | Дарлінгтон           |
| 29 січня Перегравання | Дарлінгтон              | 4:1     | Челсі                |
| 25 січня              | Кардіфф Сіті            | 4:1     | Лейтон Орієнт        |
| 25 січня              | Йорк Сіті               | 0:0     | Болтон Вондерерз     |
| 29 січня Перегравання | Болтон Вондерерз        | 3:0     | Йорк Сіті            |
| 25 січня              | Сток Сіті               | 3:1     | Мідлсбро             |
| 29 січня              | Шеффілд Венсдей         | 4:3     | Галл Сіті            |
| 29 січня              | Евертон                 | 1:2     | Блекберн Роверз      |

## П'ятий раунд
На цьому етапі зіграли переможці попереднього раунду.
| Дата                   | Господарі               | Рахунок | Гості                |
| ---------------------- | ----------------------- | ------- | -------------------- |
| 15 лютого              | Бристоль Сіті           | 3:4     | Бристоль Роверз      |
| 15 лютого              | Болтон Вондерерз        | 3:1     | Сток Сіті            |
| 15 лютого              | Вулвергемптон Вондерерз | 6:1     | Дарлінгтон           |
| 15 лютого              | Шеффілд Юнайтед         | 1:1     | Вест-Бромвіч Альбіон |
| 19 лютого Перегравання | Вест-Бромвіч Альбіон    | 4:1     | Шеффілд Юнайтед      |
| 15 лютого              | Вест Гем Юнайтед        | 2:3     | Фулгем               |
| 15 лютого              | Манчестер Юнайтед       | 3:0     | Шеффілд Венсдей      |
| 15 лютого              | Сканторп Юнайтед        | 0:1     | Ліверпуль            |
| 15 лютого              | Кардіфф Сіті            | 0:0     | Блекберн Роверз      |
| 20 лютого Перегравання | Блекберн Роверз         | 2:1     | Кардіфф Сіті         |

## Шостий раунд
На цьому етапі зіграли переможці попереднього раунду.
| Дата                   | Господарі            | Рахунок | Гості                   |
| ---------------------- | -------------------- | ------- | ----------------------- |
| 1 березня              | Вест-Бромвіч Альбіон | 2:2     | Манчестер Юнайтед       |
| 5 березня Перегравання | Манчестер Юнайтед    | 1:0     | Вест-Бромвіч Альбіон    |
| 1 березня              | Блекберн Роверз      | 2:1     | Ліверпуль               |
| 1 березня              | Фулгем               | 3:1     | Бристоль Роверз         |
| 1 березня              | Болтон Вондерерз     | 2:1     | Вулвергемптон Вондерерз |

## Півфінали
У півфіналах зіграли команди, що перемогли на попередньому етапі.
| Дата                    | Господарі         | Рахунок | Гості             |
| ----------------------- | ----------------- | ------- | ----------------- |
| 22 березня              | Манчестер Юнайтед | 2:2     | Фулгем            |
| 26 березня Перегравання | Фулгем            | 3:5     | Манчестер Юнайтед |
| 22 березня              | Болтон Вондерерз  | 2:1     | Блекберн Роверз   |

## Фінал
| 3 травня 1958 |

| Болтон Вондерерз | 2:0      | Манчестер Юнайтед |
| ---------------- | -------- | ----------------- |
| Лофтгаус 3', 55' | Протокол |                   |

| Вемблі, Лондон Глядачів: 100 000 Арбітр: Джек Шерлок |